# Royal Academy of Music

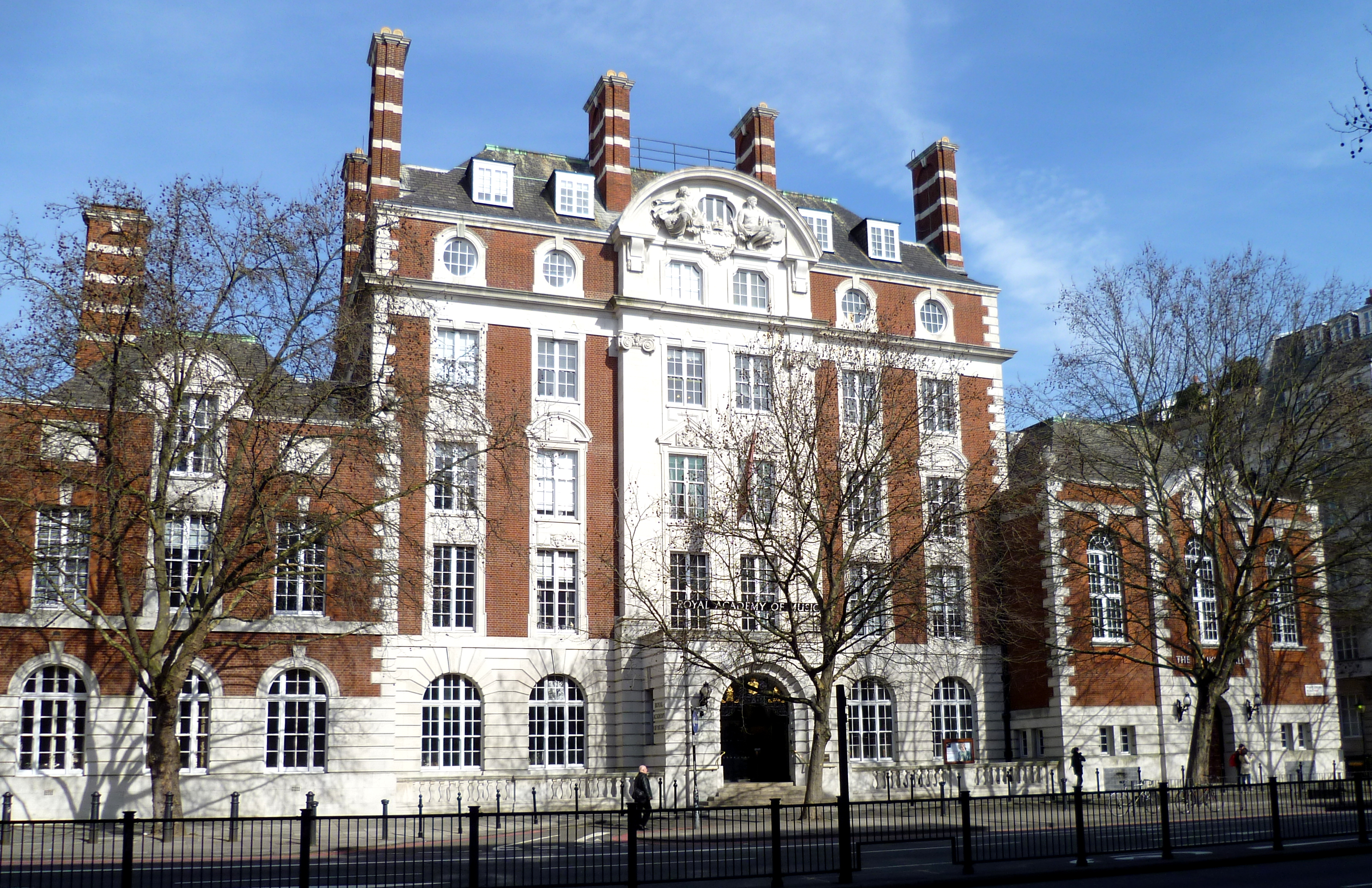
Royal Academy of Music

Royal Academy of Music (RAM) utgör en del av University of London, och är en av de främsta musikhögskolorna i världen. Den grundades av Lord Burghersh 1822 med hjälp och idéer från den franske harpisten och kompositören Nicolas Bochsa. År 1830 fick skolan ett Royal Charter av kung Georg IV.
Högskolan ligger på Marylebone Road i centrala London nära Regent's Park. 
Nuvarande rektor (2015) är Jonathan Freeman-Attwood.